# Стадион 28 марта

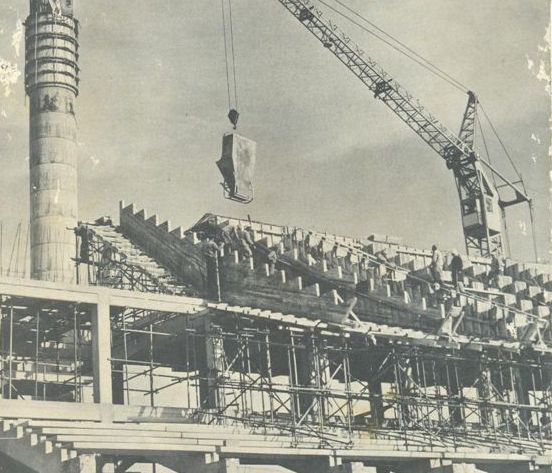
Строительные работы на стадионе, 1967 год.

Стадион 28 марта (араб. ملعب 28 مارس‎) — многоцелевой стадион в Бенгази, Ливия, также известный как Спортивный городской стадион (Sports City Stadium). Это часть Спортивного города Бенгази, используемая в основном для футбольных матчей, а также имеющая спортивные сооружения для лёгкой атлетики. Стадион вмещает 65 000 зрителей. Иногда его использует сборная Ливии по футболу, хотя он не так популярен, как стадион Триполи.
Название стадиона посвящено 28 марта 1970 года, когда британским вооружённым силам было предложено отказаться от прав на свои военные базы в Ливии и покинуть страну. 
Наряду со Стадионом 11 июня, Стадион 28 марта принимал множество игр, в том числе полуфинал, Кубка африканских наций 1982 года, проходившего в Ливии.

## Новый стадион
В 2013 году стадион закрыли и начались работы по сносу для строительства нового стадиона. Новый стадион рассчитан на 85 000 мест. Thomas Phifer and Partners, архитектурная фирма из Нью-Йорка, выиграла международный конкурс на дизайн стадиона. Строительные работы являются частью общей реструктуризации всего объекта Медина аль-Риядия (Спортивный город) в честь ливийского владельца-мультимиллионера Мусбы за спасение клуба от всех его долгов. Ожидалось, что работы будут завершены к проведению в Ливии Кубка африканских наций 2017 года, пока Африканская конфедерация футбола в августе 2014 года не приняла решение перенести турнир в Габон из-за Гражданской войны в Ливии, начавшейся 16 мая 2014 года. Пока шло строительство, футбольные клубы Бенгази использовали стадион «Мученики февраля».